# Лемвиг

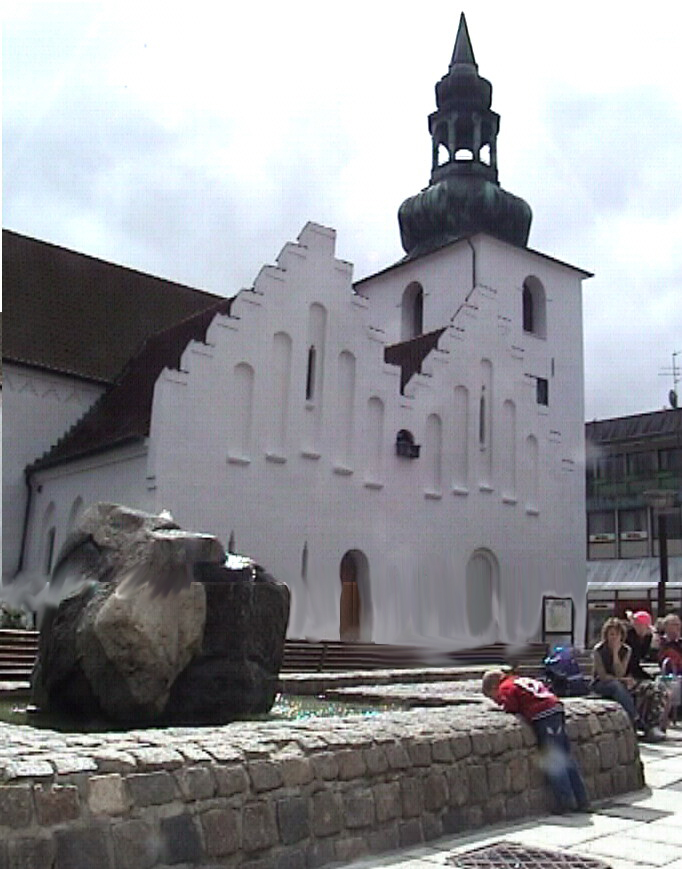
Церковь в центре Лемвига

Лемвиг (дат. Lemvig) — город в Дании, административный центр одноимённой коммуны. Население — 6966 (2015).

## История
Лемвиг был основан в XIII веке, в 1545 году получил статус коммуны.

## География
Лемвиг расположен в 10 км от Северного моря и в 375 км от Копенгагена.

## Экономика
Основные отрасли промышленности — деревообрабатывающая и металлообрабатывающая, производство мебели.

## Достопримечательности
Основная достопримечательность города — церковь, построенная в XIII веке. Старый город расположен между Лим-фьордом, озером и несколькими холмами. Живописные окрестности города приняли свою нынешнюю форму во время последнего ледникового периода.